# Goulmoko
Goulmoko (ou Ngoulmoko) est une localité du Cameroun située dans l'arrondissement de Meri, le département du Diamaré et la région de l’Extrême-Nord. Elle fait partie du canton de Mambang.

## Localisation
Le village de Goulmoko est localisé à 10°40‘ et 14°17’, sur la route de Maroua à Mambang.

## Population
En 1974 la localité comptait 150 habitants, des Mofu.
Lors du recensement de 2005, on y a dénombré 104 personnes, soit 51 hommes (49,04 %) pour 53 femmes (50,96 %). 

## Économie

### Eau et énergie
Goulmoko est répertorié parmi les localités faiblement approvisionnées en eau dans la commune, d’où un projet de construction d’un forage.